# La Milesse
Milesse – miejscowość i gmina we Francji, w regionie Kraj Loary, w departamencie Sarthe.
Według danych na rok 1990 gminę zamieszkiwało 2117 osób, a gęstość zaludnienia wynosiła 203 osób/km² (wśród 1504 gmin Kraju Loary Milesse plasuje się na 272. miejscu pod względem liczby ludności, natomiast pod względem powierzchni na miejscu 990.).